# Тит Ампий Бальб
Тит А́мпий Бальб (лат. Titus Ampius Balbus; умер после 46 года до н. э.) — римский политический деятель, претор 58 года до н. э. Управлял одной из восточных провинцией (Азией или Киликией), участвовал на стороне Гнея Помпея Великого в гражданской войне 40-х годов до н. э.

## Биография
Известно, что отец Тита Ампия носил тот же преномен — Тит. Бальб-младший впервые упоминается в источниках как народный трибун 63 года до н. э.: совместно с коллегой Титом Лабиеном он добился принятия закона о дополнительных почестях для Гнея Помпея Великого, тогда заканчивавшего войну на Востоке. Этот закон разрешал Помпею носить во время цирковых игр золотую корону и все украшения триумфаторов, а в театре — золотую корону и тогу-претексту. Веллей Патеркул отмечает, что Помпей воспользовался этим разрешением только один раз.
В 58 году до н. э. Тит Ампий занимал должность претора, а после этого отправился на Восток с полномочиями проконсула. Его имя попало на монеты, чеканившиеся в Эфесе, Лаодикее, Траллах. При этом остаётся неясным, какой именно провинцией Бальб правил — Азией, к которой относились эти города, или Киликией. На последнюю указывает одно из писем Марка Туллия Цицерона к Публию Корнелию Лентулу Спинтеру в бытность последнего наместником Киликии (в январе 56 года до н. э.) с просьбой «подтвердить решения Тита Ампия», касавшиеся Авла Требония. В другом месте Цицерон пишет, что Лентул «выходил навстречу Ампию», принимая власть над провинцией. В историографии существуют компромиссные гипотезы. Часть Фригии в 50-е годы до н. э. перешла из состава Азии в Киликию, так что Лентул мог оказаться преемником наместника Азии Бальба в этой части своей провинции; Тит Ампий мог сначала править Азией, а потом на некоторое время сенат мог направить его в Киликию, поскольку консуляр Авл Габиний в последний момент отказался от этого наместничества.
Вернувшись в Рим, Бальб претендовал на консулат, но не получил его, поскольку не заручился поддержкой Помпея. В последующие годы он был привлечён к суду, и его защитниками на этом процессе выступили Помпей и Цицерон; ни дата процесса, ни суть обвинения неизвестны. В 49 году до н. э., когда началась гражданская война между Помпеем и Цезарем, Тит Ампий встал на сторону первого из них и проявил немалую энергию: цезарианцы позже называли его «трубой гражданской войны». В феврале он «очень старательно», по словам Цицерона, набирал солдат в Капуе, летом направился в Азию в качестве легата при консуле Луции Корнелии Лентуле Крусе. Узнав о поражении Помпея при Фарсале, Бальб решил конфисковать на нужды войны сокровища храма Дианы в Эфесе, но не успел это сделать из-за приближения вражеской армии.
После этих событий Тит Ампий некоторое время находился в изгнании. Благодаря хлопотам Цицерона Цезарь простил Бальба, и в 47 или 46 году до н. э. тот смог вернуться на родину. После этого он уже не упоминается в источниках.
Интеллектуальные занятия
Цицерон в одном из своих писем сообщает, что Тит Ампий «посвящает свои занятия увековечению деяний храбрых мужей». Отсюда учёные делают вывод, что Бальб был литератором и что именно он упоминается у Светония в связи с рядом заявлений Цезаря:

Не менее надменны были и его открытые высказывания, о каких сообщает Тит Ампий: «республика — ничто, пустое имя без тела и облика»; «Сулла не знал и азов, если отказался от диктаторской власти»; «с ним, Цезарем, люди должны разговаривать осторожнее и слова его считать законом»
— Гай Светоний Транквилл. Жизнь двенадцати цезарей. Божественный Юлий, 77.
Семья
В источниках упоминаются жена Тита Ампия по имени Эппулея и дочь.